# The Story of Vernon and Irene Castle
The Story of Vernon and Irene Castle (bra: A Vida de Vernon e Irene Castle, ou A História de Vernon e Irene Castle; prt: O Bailado da Saudade) é um filme estadunidense de 1939, do gênero comédia dramático-romântico-biográfico-musical, dirigido por H. C. Potter, com roteiro de Richard Sherman, Oscar Hammerstein II e Dorothy Yost baseado no conto "My Memories of Vernon Castle", publicado na Everybody's Magazine, e no livro My Husband, ambos de Irene Castle.
Estrelado por Fred Astaire, Ginger Rogers, Edna May Oliver e Walter Brennan, este seria o último filme de Astaire e Rogers na RKO Pictures; eles só contracenariam juntos novamente uma década depois, em The Barkleys of Broadway, da MGM.

## Sinopse
Vernon Castle, comediante fracassado, casa-se com Irene Castle, que o convence a largar a comédia para tentarem uma carreira de bailarinos. Impulsionados pela empresária Maggie Sutton, o casal atinge o sucesso, mas logo começa a Primeira Guerra Mundial.

## Elenco
- Fred Astaire ...... Vernon Castle
- Ginger Rogers ...... Irene Castle
- Edna May Oliver ...... Maggie Sutton
- Walter Brennan ...... Walter Ash
- Lew Fields ...... ele mesmo
- Etienne Girardot ...... Papa Aubel
- Janet Beecher ...... Sr. Foote
- Rolfe Sedan ...... Emile Aubel
- Leonid Kinskey ...... artista
- Robert Strange ...... Dr. Hubert Foote
- Douglas Walton ......  piloto aprendiz
- Clarence Derwent ...... Papa Louis
- Sonny Lamont ...... Charlie, dançarino
- Frances Mercer ...... Claire Ford
- Victor Varconi ...... Grand Duke
- Donald MacBride ...... gerente do hotel
- Leyland Hodgson ...... sargento britânico